# Françoise d’Aubigné
Madame de Maintenon (kiejtéseⓘ, született: Françoise d’Aubigné; Niort, Franciaország, 1635. november 25. – Saint-Cyr-l’École, Franciaország, 1719. április 15.), francia nemesasszony, Paul Scarron író özvegye, majd a Maintenon márkinéja (franciául: marquise de Maintenon) cím birtokosa. Ő volt XIV. Lajos francia király és Madame de Montespan gyermekeinek nevelője, majd maga is a király szeretője lett. Ausztriai Mária Terézia királyné 1683-as halálának évében a király egy titkos szertartáson feleségül vette, ám ennek ellenére nem tekintjük Franciaország királynéjának. Férje bizalmasa és legfőbb tanácsadója lett, befolyása döntő volt a francia történelem alakulására.

## Élete

### Gyermekkora
1635. november 25-én született a niort-i börtönben, büntetését töltő édesapja, Constant d’Aubigné cellájában. Az apát azért ítélték el, mert féltékenységi rohamában megölte első feleségét, majd hamis pénzzel kereskedett. Apai nagyapja a jónevű költő, Agrippa d’Aubigné. Édesanyja Jeanne de Cardilhac volt. Françoise Római katolikusnak született. Kisgyermekkorát nagynénjénél, a hugenotta Madame de Villette-nél töltötte, Mursay-ben. Később szüleivel együtt Guadeloupe-ra költöztek, ahol apját, Constant d’Aubigné-t Marie-Galante város kormányzójává nevezték ki. Életének e szakasza miatt „a szép indián leány”-nak is nevezték.
1645-ben, édesapja elhunytával, Françoise visszatért Franciaországba. Keresztanyja, a katolikus Madame de Neuillant vette gondjaiba, aki azonnal beadta a leányt az Orsolya-nővérek zárdájába, hogy ott ismét visszatérítsék a katolikus hitre, és megtagadtassák vele a kálvinista hitvallást.

### Első házassága
1652 áprilisában, tizenhat évesen megismerkedett Paul Scarronnal, aki a kor hírneves író-költője volt, bár paralízise súlyos testi fogyatékossággal sújtotta. Húsz évvel volt idősebb Françoise-nál. Felajánlotta a leánynak: vagy elveszi feleségül, vagy pénzbeli javadalmazást nyújt számára, hogy kolostorba vonulhasson. Úgy tudjuk, Françoise (tizenhat évesen!) ezt válaszolta: „Inkább a házasság, mint a kolostor.” Feleségül ment Scarronhoz, és haláláig mellette maradt (1652-től 1660-ig).
A házasság évei során Françoise, Madame Scarron-ként, segítette férjét egy irodalmi szalon szervezésében. Házukban művészetkedvelő társasági élet kezdődött, a felolvasó esteket és előadásokat a kor híres írói is látogatták. A férj megtanította egyszerű származású feleségét a művelt gondolkodásra és viselkedésre, bevezette a művészetek, a világ ismeretének rejtelmeibe. Az asszony a maga részéről szoros és baráti kapcsolatok rendszerét építette az elegáns párizsi Marais negyed magas rangú társasági személyiségeivel, köztük Françoise Athénaïs de Rochechouart de Mortemart-tal, Montespan márki feleségével (ismert nevén Madame de Montespannal), Madame de La Fayette grófnővel, Madame de Sévignével és másokkal.
1660-ban, huszonöt évesen megözvegyült. Férjétől széles műveltséget, kultúrában való jártasságot kapott ugyan, de vagyont nem gyűjtött, a szegénységgel nézett szembe. Néhány éven át Louis de Mornay-nak, Villarceaux márkijának, a hírhedt szoknyavadász udvaroncnak titkos szeretője is volt. Házasságának évei alatt Françoise viszont megtanulta, hogyan nyerheti el az emberek jóindulatát. A közös jóbarátok kijárták, hogy Ausztriai Anna anyakirályné (1601–1666), XIII. Lajos özvegye az elhunyt Paul Scarron író özvegyének szerény évjáradékot folyósítson (2000 livre-t).
Az anyakirályné elhunyta (1666) után Madame Scarron özvegyi járadékát Montespan márkiné biztosította, aki ekkor még nem volt a király kegyencnője. A két asszony még Paul Scarron életében találkozott egymással, a férfi jó barátjának, D’Albret marsallnak otthonában tartott irodalmi estéken. Françoise műveltsége, szerénysége és diszkrét viselkedése nagy hatást tett Madame Montespanra. Talán ezért is gondolt később az özvegy Madame Scarronra, amikor a királyi fattyak számára gondozónőt és nevelőnőt keresett.

### A király és gyermekei szolgálatában
Françoise-t 1669-ben elvállalta Madame Montespan megbízását, hogy gondozza Françoise Athénaïs-nak a királytól született  törvénytelen gyermekeit. Ehhez el kellett hárítania a felkérést, hogy legyen Portugália királynéjának társalkodónője. Beköltözött a Vaugirard kastélyba, itt találkozott először XIV. Lajos királlyal, aki időnként meglátogatta gyermekeit. A királyra nagy hatást tett az a szeretetteljes és odaadó gondoskodás, amellyel Françoise a gyermekeket körülvette. 1673-ban ismét megjelent az udvarnál, a királyi fattyak (bâtards royaux) törvényesítése alkalmából rendezett ünnepélyen. Bizonyosnak tartják, hogy Madame Montespan gyermekeinek törvényesítésére Françoise vette rá a királyt.
Valóságos kapcsolata a királlyal 1675-ben kezdődött. Első intim találkozásuk idején Lajos ezt írta naplójába:
„Néhány nappal ezelőtt egy szürke ruhás emberke, talán álruhában sétáló herceg, éjszaka egy eltévedt nimfával találkozott a Saint-Germain-i parkban. Tudta a nimfa nevét, ismerte szépségét, tudta, hogy ragyogó szellemű, lelkes, de bölcs elméjű. A nimfa közben hagyta, hogy megtörténjék vele a dolog, és nem utasított el semmilyen szívességet. Ez a nimfa a megszólalásig hasonlított Madame Sc.-ra és én azt hiszem, kitaláltam, ki lehetett a szürke ruhás herceg. E herceg rám hasonlít, gyűlöli a könnyűvérű asszonyokat, becsüli a szemérmeseket, szereti az eszeseket.” A király már 1675-ben nyíltan kimutatta kegyét, amikor Françoise-t, Paul Scarron özvegyét Maintenon márkinőjévé (Marquise de Maintenon) nevezte ki, elsöpörve az öreg költő emlékét.

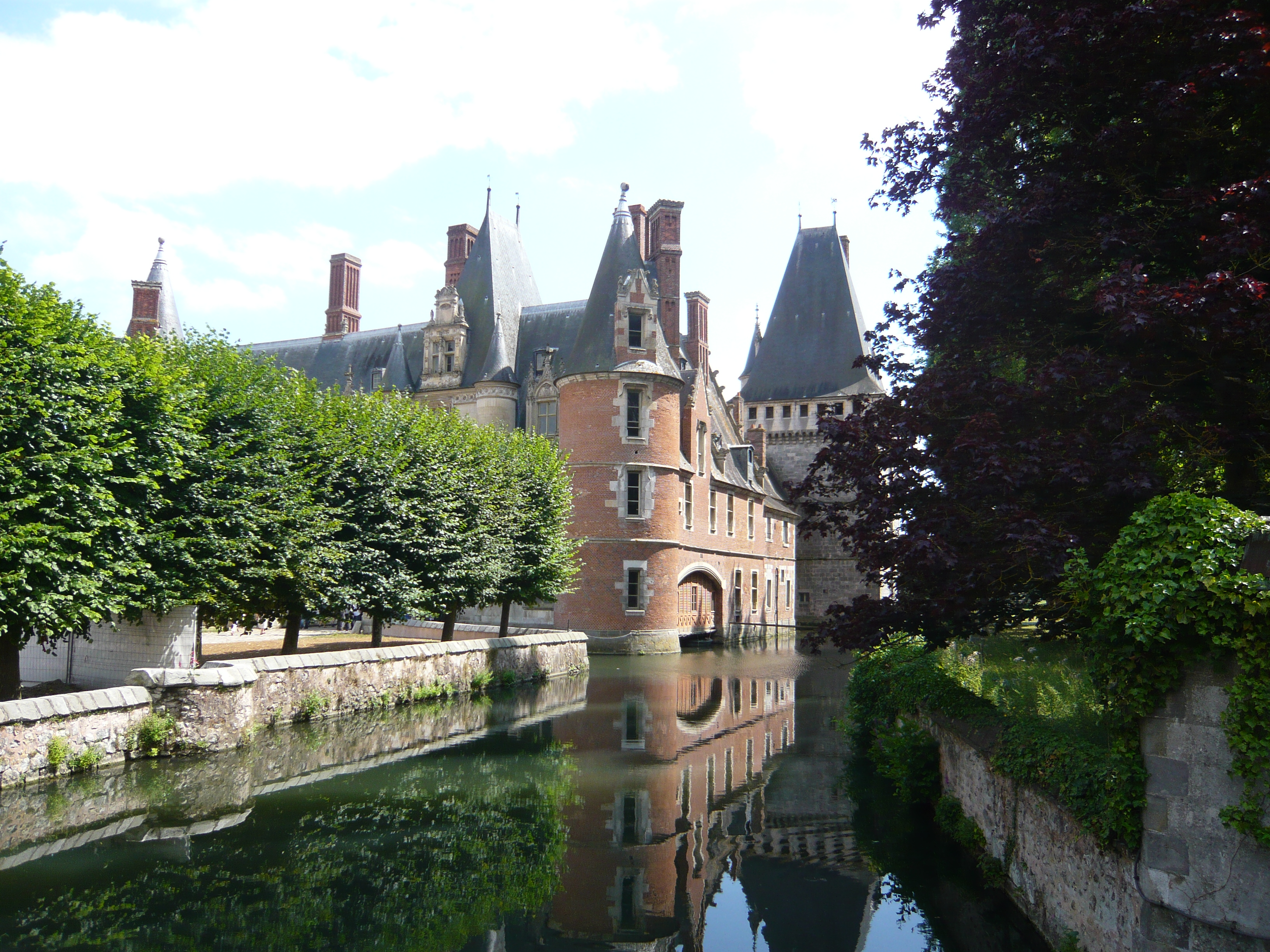
Maintenon kastélya, az Eure partján.

A gyermekek körüli feladatait sikerrel végezte. A maintenon-i kastélyhoz új szárnyat építtetett. 1677-ben Madame Montespan ebben a kastélyban szülte meg XIV. Lajostól való hatodik gyermekét, Françoise Marie de Bourbon-t, Blois kisasszonyát.
1675-ben a Pireneusokba utazott, a Barèges-i gyógyfürdőkbe, hogy ápolhassa a beteg Louis Auguste de Bourbon-t, Maine hercegét (duc de Maine, 1670-1736), Madame Montespan legidősebb élő gyermekét, Lajos legidősebb élő természetes fiát. Mivel a Gaves völgyén át vezető rendes utat Luz és Barèges között kőomlás tette veszélyessé, a 2114 m magas Tourmalet hágón kellett átkelnie, a futárok, pásztorok, teherhordók által használt ösvényen. Madame de Maintenon volt az első, aki hordszéken vitette át magát ezen a hágón. E kockázatos utazás is hozzájárult ahhoz, hogy a Lajos 1680-ban Françoise-ra bízta a trónörökös (dauphin) személye körüli szolgálattevő hölgy (dame d’autour) tisztségét. E szolgálat során Françoise és a király igazi szülői párossá formálódtak a királyi fattyak – köztük a Maine hercege – körül.

### Második, titkos házassága
Az udvar körüli mérgezési botrányba belekeveredett Madame de Montespan 1680–1684 közötti fokozatos kegyvesztése és Mária Terézia királyné 1683 júliusában bekövetkezett halála jelentősen növelte Madame de Maintenon személyes befolyását a királyra. XIV. Lajos végül titokban el is vette őt feleségül (morganatikus, azaz rangon aluli házasság keretében). Az esküvő időpontja nagy biztonsággal az 1683. október 9-éről 10-re virradó éjszakára tehető. A szertartást Párizs érseke végezte. E házasságot teljes titokban tartották, az udvar és lakosság elől is eltitkolták, az udvaroncoknak csak sejtéseik lehettek róla.
Ezechiel Spanheim, Brandenburg franciaországi követe írta:  „Ez a viszony (a király és a márkinő között), amelyet sokáig csak tisztán eszményinek, a szellemek találkozásának és a hölgy hangulatának tulajdonítottunk, később olyan szorosnak és különlegesnek mutatkozott, hogy suttogni kezdtek a király és a márkinő titkos házasságáról. (…) Azok, akik meg vannak erről győződve, ezt nem tulajdoníthatják másnak, mint a király rajongásának, értelme hanyatlásának, előző, bűnössé vált szerelme miatt érzett bűnbánatnak, másfelől a hölgy igen különleges viselkedésének, ahogy Őfelsége iránti barátságát és bizalmát mindennél előbbre tudta helyezni, és végül annak, hogy (a királyt) félelmek gyötrik, hogy visszaeshet korábbi gyengeségeibe, vagy átgondolta az elkövetkezhető testi hanyatlását. Mindez arra vezethette (a királyt), hogy – ha ezek a suttogások igazságot takarnak – a hölgyet ne csak bizalmasává tegye, hanem törvényes feleségévé is.”

### Befolyása XIV. Lajos döntéseire
Madame de Maintenon-nal a szigorúság és ájtatosság időszaka kezdődött a királyi udvarban. A környezetében élők nagy hatalmat tulajdonítottak neki a király és az udvar fölött, mely Françoise saját elszántságán és puritánságán alapult. Versailles-ból eltűntek az ünnepségek, a vidám színházi események. Az öregedő királyt szigorúbb, erkölcsösebb, elmélkedőbb viselkedés felé hajlította. Az asszony visszafogottsága, intelligenciájának fölénye a király korábbi szeretőivel és az elhunyt királynéval szemben módot adott Lajosnak, hogy  naponta megbeszélhessen vele komoly politikai, diplomáciai ügyeket is.  Befolyásának megnyilvánulását különösen abban a döntésben gyanították, hogy XIV. Lajos a fontainebleau-i ediktummal 1685-ben visszavonta a IV. Henrik által 1598-ban kiadott nantes-i ediktumot. A protestánsok vallásszabadságát kimondó királyi rendelet visszavonása egyenlő volt a protestantizmus betiltásával. Emiatt a hugenották jelentős tömege menekült el Franciaországból. A távozók magukkal vitték vagyonukat és tőkéjüket. Ez a kivonulás végső fokon a francia gazdaság leromlását eredményezte, és közrehatott a spanyol örökösödési háború 1701-es kitörésében is.
A francia történészek ma is vitatkoznak Madame de Maintenon szerepének valós jelentőségén. A közhiedelem minden gonosz intézkedést neki tulajdonít. Ugyanakkor például biztosan tudható, hogy éppen a nantes-i ediktum visszavonásáért semmiképpen nem tehető felelőssé.  Általában elmondható, hogy mérsékelt hatással volt a király döntéseire, bár személyes jelenléte néha el nem hanyagolható szerepet játszhatott.
Helyzetének kétértelműsége szembetűnő. Nyilvánosan senki volt, a titkos magánéletben a királyné, munkatárs, mostohaanya, sőt a mostoha–nagyanya szerepét gyakorolhatta. Emiatt nagy lelki feszültségben élt. A királyi család nem kedvelte őt. Az udvarhoz tartozók és a nép még kevésbé szerette, mert aránytalanul nagy szerepet tulajdonítottak személyének.  Benne látták XIV. Lajos „rossz szellemét”. Ez a helyzet komoly mértékben nehezíti a forráselemző történészek munkáját.

### Utolsó évei
1715-ben, három nappal a király halála előtt Madame de Maintenon visszavonult az Île-de-France-i Saint-Cyr-be, ahol már 1686-ban megalapította „Szent Lajos király házát” (Maison royale de Saint-Louis), egy leánynevelő intézetet vagyontalan nemesi kisasszonyok számára. Madame de Maintenon itt élt 1719. április 15-én bekövetkezett haláláig. A leányokat itt arra nevelték, miként kerülhetik el azon veszélyeket, amelyek erkölcsüket fenyegetik: zenét, szerencsejátékot, a „szerénytelen viselkedést és fedetlen kebleket”. Az intézmény fennmaradt 1790-ig. A forradalom során átalakították, tiszti gyermekek iskolája lett. 1793-ban katonai kórházzá alakult, végül 1808–1940-ig a Saint-Cyr-i különleges katonai főiskola költözött bele, ezt tükrözi a város mai neve, Saint-Cyr-l’École.

## Alakja a művészetekben
Alakja több filmben is feltűnik.
- A Versailles-i kastély (Si Versailles m’était conté), francia film (1954), rendezte Sacha Guitry, főszereplők: Claudette Colbert (Madame de Montespan), Mary Marquet (Madame de Maintenon), Georges Marchal/Sacha Guitry (fiatal/idős XIV. Lajos).[2]

- L’Allée du Roi (A királyi út), francia TV-film (1996), Françoise Chandernagor regénye alapján, rendezte Nina Companeez. Főszereplők Valentine Varela (Montespan márkiné), Didier Sandre (XIV. Lajos), Dominique Blanc (Madame de Maintenon), Michel Duchaussoy (Paul Scarron).[3]